# Diplobodes superbus
Diplobodes superbus är en kvalsterart som beskrevs av Sandór Mahunka 1978. Diplobodes superbus ingår i släktet Diplobodes och familjen Carabodidae. Inga underarter finns listade i Catalogue of Life.